# Esthlogena comata
Esthlogena comata là một loài bọ cánh cứng trong họ Cerambycidae.